# Westminster Cathedral
Westminster Cathedral este principala biserică romano-catolică din Londra și catedrala Arhidiecezei de Westminster.

## Istoric
Vreme de aproape 1000 de ani, Biserica Romano-Catolică a fost Biserica oficială din Regatul Angliei. Cu toate acestea, începând cu secolul al XVI-lea și cu ruptura religioasă provocată de regele Henric al VIII-lea al Angliei, ce a dus la formarea Bisericii Anglicane, credincioșii rămași fideli doctrinelor catolice au fost priviți drept inamici. Episcopul John Fisher și cancelarul Thomas Morus au fost condamnați pentru înaltă trădare și decapitați, iar sediile episcopale romano-catolice au devenit anglicane, lucru care s-a întâmplat și cu Westminster Abbey. A urmat o campanie anticatolică a autorităților engleze. 
În secolul al XIX-lea represiunea împotriva catolicilor s-a atenuat, ceea ce s-a concretizat legislativ în legea de emancipare a catolicilor din 1829⁠(en)[traduceți]. La mijlocul secolului al XIX-lea a avut loc în rândul clerului și burgheziei anglicane o mișcare de convertire la Biserica Catolică, ceea ce a dus la creșterea procentului de catolici la aproximativ 10% din populație. În anul 1850 a fost restabilită ierarhia catolică din Anglia. Drept catedrală provizorie a Londrei a servit Warwick Street Church din Londra⁠(en)[traduceți], aflată sub protecție diplomatică bavareză.
În anul 1885 Arhidieceza Romano-Catolică de Londra a achiziționat un teren în zona Westminster pentru construirea unei catedrale impozante. În anul 1895 au început lucrările la noua catedrală, construită în stil neo-bizantin. Arhitectul ce a proiectat edificiul a fost John Francis Bentley. Lucrările s-au încheiat în anul 1903.
Catedrala a fost vizitată în data de 20 septembrie 2010 de papa Benedict al XVI-lea.